# Sent Martin d'Armanhac
Sent Martin d'Armanhac (en francès Saint-Martin-d'Armagnac) és un municipi francès situat al departament del Gers i a la regió d'Occitània.

## Demografia
| 1962                                       | 1968 | 1975 | 1982 | 1990 | 1999 | 2006 |
| ------------------------------------------ | ---- | ---- | ---- | ---- | ---- | ---- |
| 243                                        | 212  | 217  | 220  | 205  | 205  | 213  |
| Des de 1962: població sense dobles comptes |      |      |      |      |      |      |

## Administració
| Període | Identitat   | Partit |
| ------- | ----------- | ------ |
| 2001-   | Alain Faget |        |